# فهرست کارهایی که به‌افتخار ماکس برن نام‌گذاری شده‌است
ماکس برن دانشمندی بود که در زمینه‌های بسیاری کار کرد. در زیر یک لیست از چیزهایی که به افتخار او نامگذاری شده‌اند را مشاهده می‌کنیم.

## شیمی
- چرخه برن-هابر
- معادله برن-لانده

- معادله برن

## فیزیک
- BBGKY سلسله مراتب (Bogoliubov–Born–سبز–کیرکوود–Yvon سلسله مراتب)
- تقریب برن-اپنهایمر
- تقریب برن–هوانگ
- مدل برن-اینفلد
- شرابط مرزی برن-وان کارمن
- تقریب برن، سری برن را ببینید.
- مختصات برن
- معادله برن
- قانون برن، قاعده برن را ببینید.
- احتمال برن
- روابط متقابل برن
- سختی برن
- قاعده برن
- سری برن
- قاعده کوشی-برن

## نجوم
- بورن (دهانه)
- بورن ۱۳۹۵۴ زدن سیارک

## دیگر
- جایزه سالانه ماکس بورن جامعه فیزیک آلمان و مؤسسه فیزیک انگلیسی که در سال ۱۹۷۲ ایجاد شده است.[۱][۲]
- جایزه ماکس بورن، جایزه جداگانه.
- جایزه ماکس بورن Institut für Nichtlineare Optik und Kurzzeitspektroskopie im Forschungsverbund Berlin e.V. - که به افتخار اونامگذاری شده است.[۳]

## Citations
1. ↑  "The Born medal and prize". Institute of Physics. Archived from the original on 8 March 2020. Retrieved 30 August 2011.
2. ↑  "Max-Born-Preis" [Max Born Prize] (به آلمانی). German Physical Society. Archived from the original on 13 August 2011. Retrieved 30 August 2011.
3. ↑  "Max-Born-Institute for Nonlinear Optics and Short Pulse Spectroskopy - Development of the MBI". Archived from the original on 6 October 2014. Retrieved 10 March 2009.